# Aellopos
Aellopos is een geslacht van vlinders uit de onderfamilie Macroglossinae van de familie pijlstaarten (Sphingidae).

## Soorten
- Aellopos blaini (Herrich-Schaffer, 1869)
- Aellopos ceculus (Cramer, 1777)
- Aellopos clavipes (Rothschild & Jordan, 1903)
- Aellopos fadus (Cramer, 1775)
- Aellopos gehleni Closs, 1922
- Aellopos tantalus (Linnaeus, 1758)
- Aellopos titan (Cramer, 1777)